# 苏桥镇 (文安县)
苏桥镇，是中华人民共和国河北省廊坊市文安县下辖的一个乡镇级行政单位。

## 行政区划
苏桥镇下辖以下地区：
团结村、崔家坊村、民生村、民主村、农工村、宋庄伙村、苑口村、善来营村、下武各庄村、东三官村、西三官村、中三官村、北留寨村、中留寨村、南留寨村、西李庄村、王庄村、广陵城村、官庄村、西庄村、急流口村、东升村、里东庄村、大寺庄村、南阜庙村、魏李张村、巩寇候村、界围村和大张各庄村。